# 李烈雨
李 烈雨（イ・ヨルウ、朝: 이열우、英: Yul Woo Lee、1967年1月25日 - 2009年12月10日）は、大韓民国の元プロボクサー。忠清南道出身。元WBC世界ライトフライ級、WBA世界フライ級王者。世界2階級制覇王者。

## 来歴
1985年7月13日、プロデビュー。
1987年12月13日、元WBC世界ライトフライ級王者アマド・ウルスア（メキシコ）を5回KOに降す。
1989年3月19日、世界初挑戦。母国でWBC世界ライトフライ級王者ヘルマン・トーレス（メキシコ）に挑み、9回TKO勝ち。18戦目で初の世界王者となった。しかし、6月25日の初防衛戦でウンベルト・ゴンザレス（メキシコ）に12回判定負けで王座から陥落した。
同年11月25日、同国人の元WBC世界フライ級王者金容江とノンタイトル戦を戦い、10回判定勝ち。
1990年3月10日、フライ級で世界挑戦。WBA世界同級王者ヘスス・ロハス（ベネズエラ）に挑み、判定勝ち。2階級制覇を達成した。
同年7月29日、初防衛戦（初の韓国国外での試合）。茨城県水戸市でレパード玉熊と対戦し、10回TKO負け（自身初のKO負け）を喫し、王座から陥落した。この試合を最後に23歳で現役を引退した。
2009年12月10日、癌のため42歳の若さで死去。